# Trương Đống Lương
Trương Đống Lương hay Nicholas Teo (tiếng Trung: 張棟樑; bính âm: Zhāng Dòng-Liáng) còn được gọi là Nicholas Trương là một ca sĩ, diễn viên người Người Malaysia gốc Hoa.

## Cuộc sống ban đầu
Trương Đống Lương sinh ngày 29 tháng 11 năm 1981 tại Kuching, Sarawak, Malaysia. Được đào tạo tại Đại học Thế Tân Đài Loan nhưng anh đã bỏ học chỉ sau một học kỳ.
Năm 2002, anh tham gia vào một cuộc thi hát Astro Singing, một cuộc thi có uy tín tại Malaysia. Việc làm này của anh coi là "liều lĩnh" vì lúc đó anh đang làm việc tại công ty của người chú để phụ giúp gia đình. Bất ngờ lớn đã xảy ra khi anh hạ gục hàng trăm thí sinh tham gia để giành giải quán quân với ca khúc "Hoàng hôn" (黃昏) ban đầu được hát bởi ca sĩ Châu Truyền Hùng. Bài hát này sau đó đã trở thành một bài hát được rất nhiều người yêu thích. Cũng nhờ đó mà anh được hợp đồng với Music Street ở Đài Loan vào năm 2003. 

## Sự nghiệp
Ngày 18 tháng 6 năm 2004, anh phát hành album đầu tay có tựa đề "Thủ tuyển Trương Đống Lương" (首選張棟樑). Music Street sau đó được sáp nhập vào Warner Music Group. Play Music là một công ty con của công ty ghi âm Musicstreet Pte Ltd Singapore. Năm 2006, Nicholas đã nhận được giải Hito Newcomer Award 2006 tại Đài Loan. Anh cũng đã hoàn thành tour diễn "From Now On Tour Concert" bao gồm các điểm dừng tại Malaysia, Singapore và Indonesia trong nửa đầu năm 2008. Một số bài hát của anh được đón nhận tại nhiều quốc gia và trở thành những ca khúc hit như: Nước mắt sao Bắc Cực (北极星的眼泪), Khi cô đơn em nhớ ai (当你孤单你会想起谁) (cover lại của Câu lạc bộ Tân Thiếu Niên), Chỉ bởi vì em (只因为你)... Trương Đống Lương cũng đã vinh dự được Chính phủ Malaysia bổ nhiệm trở thành "đại sứ xanh" của Penang để giúp nhận thức các vấn đề về môi trường.
Không những thành công trên con đường âm nhạc, Trương Đống Lương cũng đã được mời tham gia trong vai trò diễn viên khi anh được mời tham gia bộ phim thần tượng "Smilling Pasta" cùng với nữ ca sĩ, diễn viên Vương Tâm Lăng vào năm 2006.Ngoài ra, anh cũng đã được mời tham gia diễn xuất trong một vài bộ phim truyền hình khác như: Vô địch San Bảo Muội (Invincible Shan Bao Mei) năm 2008, Bốn món quà (Four Gifts, 女王不下班) hay mới đây là K Ca tình nhân mộng (K Song Lower, K歌情人夢)...

## Các thành tựu âm nhạc

### Album
- First choice (首選張棟樑) (2004)
- Trương Đông Lương (張棟樑首張同名專輯) (Version Đài Loan) (tháng 8 năm 2005)
- Only (主打張棟樑) (tháng 2 năm 2006)
- Hoàng tử (王子) (tháng 6 năm 2007)
- From Now On New Songs + Best Selection (新歌+精选) (tháng 3 năm 2008)
- The Moment of Silence (沉默的瞬間) (tháng 6 năm 2009)
- Let's Not Fall in Love Again (别再惊动爱情) (tháng 9 năm 2011)

### Đĩa mở rộng
- Nicholas Teo First (chỉ ở Malaysia) (2003)
- Dearly Love You (只在乎你) (Chỉ ở Malaysia) (2005)

### Nhạc trong phim
- Smiling Pasta
- Invincible Shan Bao Mei

## Danh sách phim

### Truyền hình
| Năm  | Tên                                  | Vai diễn                 | Bạn diễn | Số tập |
| ---- | ------------------------------------ | ------------------------ | -------- | ------ |
| 2006 | 微笑Pasta / Smiling Pasta            | Hà Quần (何群)           |          |        |
| 2008 | 無敵珊寶妹 / Invincible Shan Bao Mei | Tôn Vô Địch (孫無敵)     |          |        |
| 2010 | 女王不下班 / Four Gifts              | Nhậm Thiểu Đình (任少廷) |          |        |
| 2012 | 愛情女僕 / Lady Maid Maid            | Cao Hiếu Giới (高孝介)   |          |        |
| 2013 | K歌情人夢 / K Song Lover             | Cốc Hạo Vũ (谷皓宇)      |          |        |

### Điện ảnh
| Năm  | Tiêu đề                             | Vai | Bạn diễn | Ghi chú                    |
| ---- | ----------------------------------- | --- | -------- | -------------------------- |
| 2006 | Third Generation / 第三代           |     |          | –                          |
| 2007 | Ratatouille / 料理鼠王              |     |          | Voice for Mandarin release |
| 2009 | Love in Seoul                       |     |          | Phim ngắn                  |
| 2010 | Ice Kachang Puppy Love / 初恋红豆冰 |     |          | –                          |
| 2012 | Warm                                |     |          |                            |
| 2012 | Wish                                |     |          |                            |

## Show truyền hình
| Năm  | Tên                                                          |
| ---- | ------------------------------------------------------------ |
| 2023 | Anh trai vượt mọi chông gai mùa 3 / Call me by fire Season 3 |
| 2024 | Lớp học vô hạn siêu việt mùa 2                               |
|      |                                                              |

## Đề cử
- MTV Asia Awards – Nghệ sĩ được yêu thích nhất Malaysia (2008)
- TVB8 Golden Chart Awards 2008 – Nam ca sĩ được nhiều người ưa chuộng nhất, Gold Song (Tân ca thí xướng, 新歌试唱), Nam ca sĩ được yêu thích nhất Đại lục
- PWH Awards 2008

## Giải thưởng
- TVB8 Best New Talent Artiste – Giải vàng (2003)
- Global Chinese Music Award – Nghệ sĩ mới (2005)
- Singapore Hit Award – Best New Act (2005)
- HITO Newcomer Award (2006)
- Malaysia PWH Award (2006)
- Malaysia Didadee Hits Award – Ca sĩ Hoa được ưa chuộng nhất (2007)
- Red Box Karaoke Annual K-Songs Top 20 (2007)
- 1st Kiss Apple Love Song Chart Award (2008)
- Malaysia Leaping Youth Most Yeah!Giải (2008)

Readers' Favourite Hit Songs – "Prince" & "Try Singing a New Song" + Readers' Most-Loved Best Local Male Singer(Gold) 2008
- MTV Asia Favourite Artiste Malaysia Award (2008)
- 現場投選最受歡迎原唱歌手獎 [娛協獎 2008] (2008)
- 2009 Annual Kiss Apple Top 10 Love Songs Chart – bài hát thắng cuộc "寂寞那么多" (Đài Loan)
- 2009 Metro Mandarin Power Awards – Most Improved Singer và Asia's Popular Idol (Hồng Kông)